# Aach
Aach é uma cidade da Alemanha, no distrito de Constança, na região administrativa de Friburgo , estado de Baden-Württemberg.

## Judeus em Aach
A primeira menção de judeus em Aach consta de um documento de 1518 em que os judeus de Geisingen são acusados de matar uma criança cristã. Em outro documento de 1522 é mencionada a dívida de um comerciante judeu de Aach para com um habitante de Beuren. Nos arquivos da Karlsruhe há três documentos que abordam especialmente os judeus de Aach durante a última metade do século XVI. De dez em dez anos, os judeus eram obrigados a renovar suas licenças de residência na região. O primeiro documento mostra que, entre os anos 1560 e 1570 apenas cinco famílias judias receberam tais autorizações.
O segundo documento é um decreto do Imperador Fernando I, datada de 1 de agosto de 1559, que trata da legislação relativa à usura. O terceiro documento, datado de Innsbruck, de 10 de Outubro de 1583, reitera o direito de residência de seis famílias judias em Aach. As disposições desta lei são muito mais severas do que as do documento do período entre os anos 1560 e 1570, acima referida. A renovação de residência foi concedida por cinco anos, os judeus foram proibidos de se tratar de produtos agrícolas e não possuíam autorização para cantar nas sinagogas.